# Escuela Latinoamericana de Medicina
Die Escuela Latinoamericana de Medicina (spanisch für „Lateinamerikanische Schule für Medizin“, kurz ELAM) ist eine speziell zur Arztausbildung ausländischer Studenten eingerichtete Hochschule in Kuba. Sie besteht seit 1999 und hat ihren Hauptsitz in der Hauptstadt Havanna. 

## Geschichte
Die Idee zur Gründung der Schule entstand 1998, als durch die Hurrikane Georges und Mitch in Mittelamerika und der Karibik über 10.000 Menschen starben und Millionen obdachlos wurden. Kuba entsandte damals medizinische Hilfsbrigaden in fünf Länder der Region. Der Export medizinischen Fachpersonals ist seit den 1990er Jahren fester Teil der kubanischen Außenpolitik. Vor diesem Hintergrund kündigte Staatspräsident Fidel Castro im November 1998 die Einrichtung einer Medizinhochschule zur kostenlosen Ausbildung von Studenten aus Entwicklungsländern an. Im November 1999 wurde die Hochschule eröffnet und nahm ihren regulären Betrieb auf. Als Gründungsrektor leitete Juan Carrizo die ELAM bis zu seinem Tod im November 2012.
Seit 2012 werden an der ELAM auch Studierende ausgebildet, deren Ausbildungskosten von ihren jeweiligen Herkunftsländern oder dritten Regierungen getragen werden. Darüber hinaus ist die ELAM über bilaterale Abkommen in medizinische Fortbildungsprogramme in 67 Staaten eingebunden.
Die ELAM ist die mit Abstand größte der insgesamt drei von Kuba betriebenen internationalen Hochschulen – neben ihr existieren die 1985 gegründete Internationale Film- und Fernsehhochschule in San Antonio de los Baños sowie die seit 2001 bestehende Internationale Sporthochschule in San José de las Lajas.
Anfang 2024 schloss die ELAM den Registrierungsprozess durch die Union der Universitäten Lateinamerikas und der Karibik (UDUALC) ab und wurde damit die erste medizinische Ausbildungsstätte, die mit dieser für sechs Jahre gültigen Zertifizierung, ausgezeichnet wurde.

## Ausbildung
Die ELAM beschränkt sich auf die Ausbildung von Allgemeinärzten in der primären Gesundheitsversorgung. Studenten, die Spanisch nicht als Muttersprache sprechen, absolvieren einen intensiven Spanischkurs über die Dauer eines Semesters. Die ersten zwei Jahre der ärztlichen Ausbildung werden auf dem Campus unterrichtet, anschließend werden die Studenten auf über das gesamte Land verteilte Kliniken aufgeteilt, wo sie bereits ab dem dritten Ausbildungsjahr zur regelmäßigen Übernahme von Tag- und Nachtwachen verpflichtet sind. In der Regel folgt auf die in zehn Semester gegliederte Ausbildung ein einjähriges Praktikum und die abschließende staatliche Prüfung zur Erlangung des Titels Doktor der Medizin. Im Rahmen internationaler Ausbildungspartnerschaften kann das Praktikum auch außerhalb Kubas absolviert werden.
Außer den unmittelbar für die ärztliche Praxis relevanten Ausbildungsfächern umfasst das Studienprogramm in den ersten vier Semestern Sportunterricht sowie über die gesamten zehn Semester Englischunterricht.

## Studierende
Jährlich nimmt die Schule schätzungsweise 1500 neue Studierende auf, die mehrheitlich aus ärmeren Regionen in Entwicklungsländern stammen, deren ärztliche Versorgung am schlechtesten ist. Es existiert außerdem unter anderem ein Stipendienprogramm für US-Amerikaner, bei der die Vorauswahl über eine US-amerikanische Nichtregierungsorganisation erfolgt. Rund 13.000 mehrheitlich weibliche Nachwuchsmediziner aus über 100 verschiedenen Ethnien studieren gleichzeitig an der ELAM. Bei der Studienplatzvergabe werden Angehörige benachteiligter Minderheiten bevorzugt. In die Auswahlverfahren in den Herkunftsländern sind in der Regel die jeweiligen Botschaften Kubas eingebunden.
Die ersten Studenten kamen aus Nicaragua und trafen im Februar 1999 in Kuba ein. Zum Zeitpunkt der Eröffnung der ELAM im November 1999 gab es 933 Studierende aus 18 Ländern. Im August 2005 verließen die ersten 1600 erfolgreich zu Ärzten ausgebildeten die ELAM, bis 2019 wurden rund 29.000 Ärzte ausgebildet.
Studierende können nach ihrem Abschluss besonderen vertraglichen Verpflichtungen unterliegen. So müssen beispielsweise südafrikanische Studierende vor Entsendung an die ELAM eine Verpflichtungserklärung unterschreiben, gemäß derer sie nach Abschluss ihres Studiums dem staatlichen südafrikanischen Gesundheitssystem für die der Ausbildung entsprechende Dauer (von in der Regel fünf Jahren) an jedem von der Behörde bestimmten Einsatzort zur Verfügung stehen. Im Sommer 2013 lag die Zahl der südafrikanischen Medizinstudenten in Kuba bei rund 1000.
In verschiedenen Ländern haben ELAM-Absolventen inzwischen eigene Initiativen zur Förderung der Gesundheitsversorgung gegründet.

## Lage
Der Hauptsitz der Schule befindet sich auf dem 120 Hektar großen Gelände einer ehemaligen Marineakademie im Nordosten Havannas, am Rande des zum Municipio Playa gehörenden Vorortes Santa Fe. Einen zweiten Campus betreibt die ELAM in der ostkubanischen Metropole Santiago de Cuba.